# Lorenzo Buffon
Lorenzo Buffon (Majano, Friuli-Venecia Julia, 19 de diciembre de 1929) es un exfutbolista italiano. Se desempeñaba en la posición de guardameta. Es el tío abuelo del también guardameta, Gianluigi Buffon.

## Selección nacional
Fue internacional con la selección de Italia en 15 ocasiones. Debutó el 9 de noviembre de 1958, en un encuentro amistoso ante la selección de Francia que finalizó con marcador de 2-2.

### Participaciones en Copas del Mundo
| Mundial              | Sede  | Resultado    |
| -------------------- | ----- | ------------ |
| Copa Mundial de 1962 | Chile | Primera fase |

## Clubes

### Como futbolista
| Club                | País   | Año       |
| ------------------- | ------ | --------- |
| Portogruaro-Summaga | Italia | 1948-1949 |
| A. C. Milan         | Italia | 1949-1959 |
| Genoa C. F. C.      | Italia | 1959-1960 |
| Inter de Milán      | Italia | 1960-1963 |
| A. C. F. Fiorentina | Italia | 1963-1964 |
| Ivrea Calcio        | Italia | 1964-1965 |

### Como entrenador
| Club              | País   | Año       |
| ----------------- | ------ | --------- |
| A. C. Sant'Angelo | Italia | 1977-1978 |

## Palmarés

### Campeonatos nacionales
| Título  | Club           | País   | Año     |
| ------- | -------------- | ------ | ------- |
| Serie A | A. C. Milan    | Italia | 1950-51 |
| Serie A | A. C. Milan    | Italia | 1954-55 |
| Serie A | A. C. Milan    | Italia | 1956-57 |
| Serie A | A. C. Milan    | Italia | 1958-59 |
| Serie A | Inter de Milán | Italia | 1962-63 |

### Copas internacionales
| Título      | Club        | País  | Año  |
| ----------- | ----------- | ----- | ---- |
| Copa Latina | A. C. Milan | Milán | 1951 |
| Copa Latina | A. C. Milan | Milán | 1956 |